# Atriadops westwoodi
Atriadops westwoodi är en tvåvingeart som beskrevs av Robert W. Lichtwardt 1909. Atriadops westwoodi ingår i släktet Atriadops och familjen Nemestrinidae. Inga underarter finns listade i Catalogue of Life.